# Poly et le Secret des sept étoiles
Poly et le Secret des sept étoiles est un feuilleton télévisé français en 13 épisodes de 13 minutes, en noir et blanc, créé par Cécile Aubry et réalisé par Claude Boissol, et diffusé à partir du 24 septembre 1964 sur la première chaîne de l'ORTF.

## Synopsis
Tony et le poney Poly partent en Corse pour les vacances, chez la tante Antonia et sa petite fille Stella. Avec les enfants du village, ils se lancent sur la piste des sept étoiles à la recherche d'un trésor.

## Distribution
- René Thomas : Tony
- Nicole Desailly : Antonia
- Pierre Duncan : Mario Bonetti
- Jacques Galland : Antoine
- Dominique Maurin : Dominique
- Bernard Pisani : Joe
- Christine Simon : Stella

## Épisodes[1]
1. L'arrivée de Tony et Poly
2. L'histoire du médaillon
3. L'étrange maison rose
4. Le Message
5. Echec à Bonneti
6. L'étoile qui regarde la mer
7. La Cascade
8. La troisième Etoile
9. L'Enlèvement
10. La Libération de Poly
11. Le Plan d'attaque
12. Les Niçois
13. Le Trésor

## Commentaires
- Ce feuilleton fut tourné dans le Cap Corse, sur les communes de Centuri et Morsiglia[réf. nécessaire]. Le tournage dura deux mois et demi pendant l'été.[réf. nécessaire]

- A la différence du feuilleton, l'histoire du roman Poly et le secret des sept étoiles, également écrit par Cécile Aubry, situe l'action en Bretagne.